# Baron Archer
Baron Archer, of Umberslade in the County of Warwick, war ein erblicher britischer Adelstitel in der Peerage of Great Britain.

## Verleihung
Der Titel wurde am 7. Juli 1747 für den ehemaligen Unterhausabgeordneten Thomas Archer geschaffen.
Der Titel erlosch beim Tod von dessen einzigem Sohn, dem 2. Baron, am 18. April 1778.

## Liste der Barone Archer (1747)
- Thomas Archer, 1. Baron Archer (1695–1768)
- Andrew Archer, 2. Baron Archer (1736–1778)